# 792
Năm 792 là một năm trong lịch Julius.